# Estrella variable Cefeida

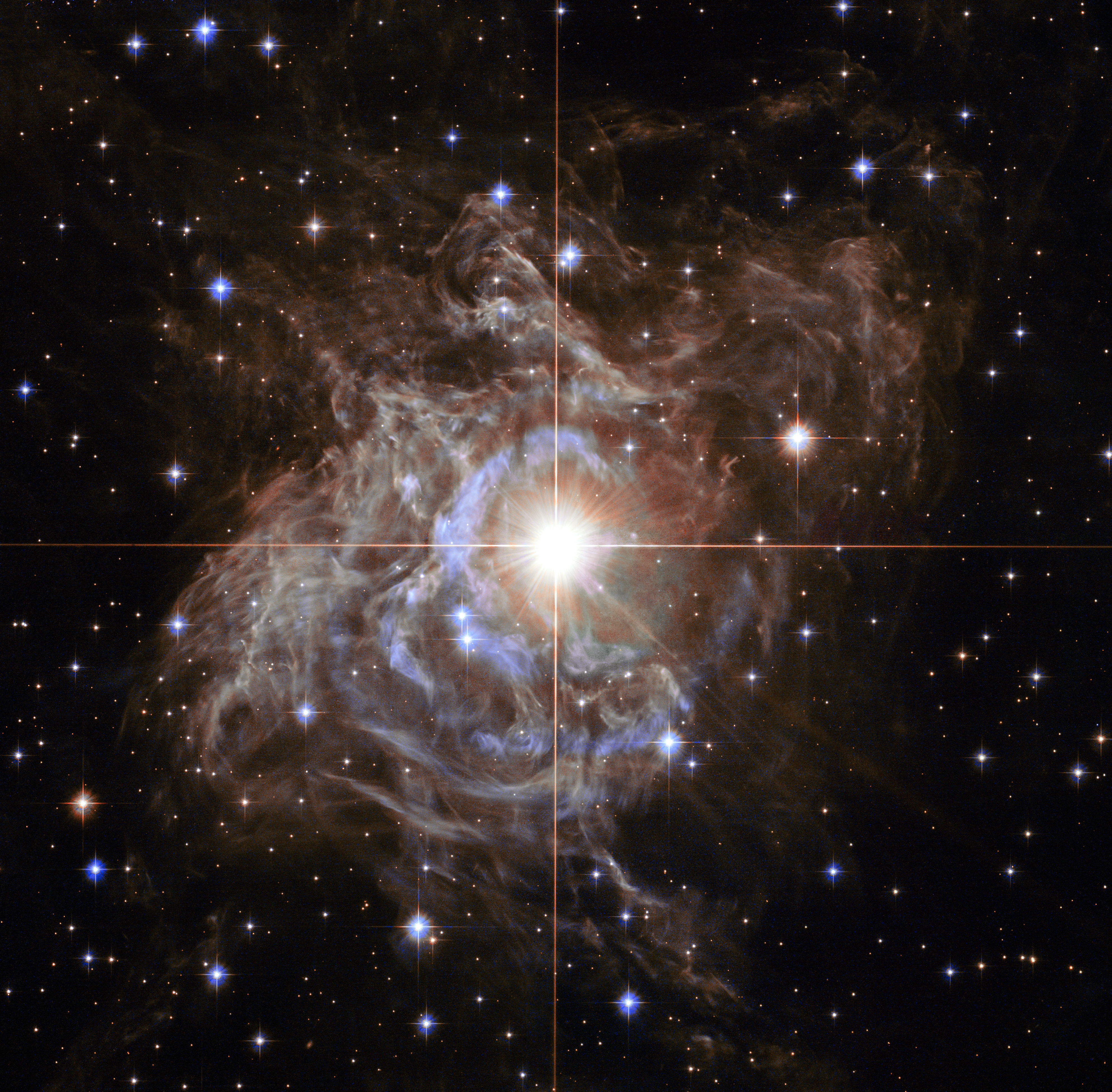
RS Puppis, una de las más brillantes estrellas Cefeidas variables de la Vía Láctea
(Hubble Space Telescope)

Una variable cefeida es una estrella que pulsa radialmente, variando tanto en temperatura como diámetro para producir cambios de brillo con un periodo y amplitud estables muy regulares.
Una relación directa fuerte entre su luminosidad y periodo pulsar aseguran para las Cefeidas su estado como importantes indicadores de distancia para establecer escalas de distancia galácticas y extragalácticas.
El término Cefeida se origina de Delta Cephei en la constelación Cepheus, la primera estrella de este tipo identificada, por John Goodricke en 1784, aunque fueron estudiadas con gran profundidad por la astrónoma estadounidense Henrietta Swan Leavitt.

## Historia

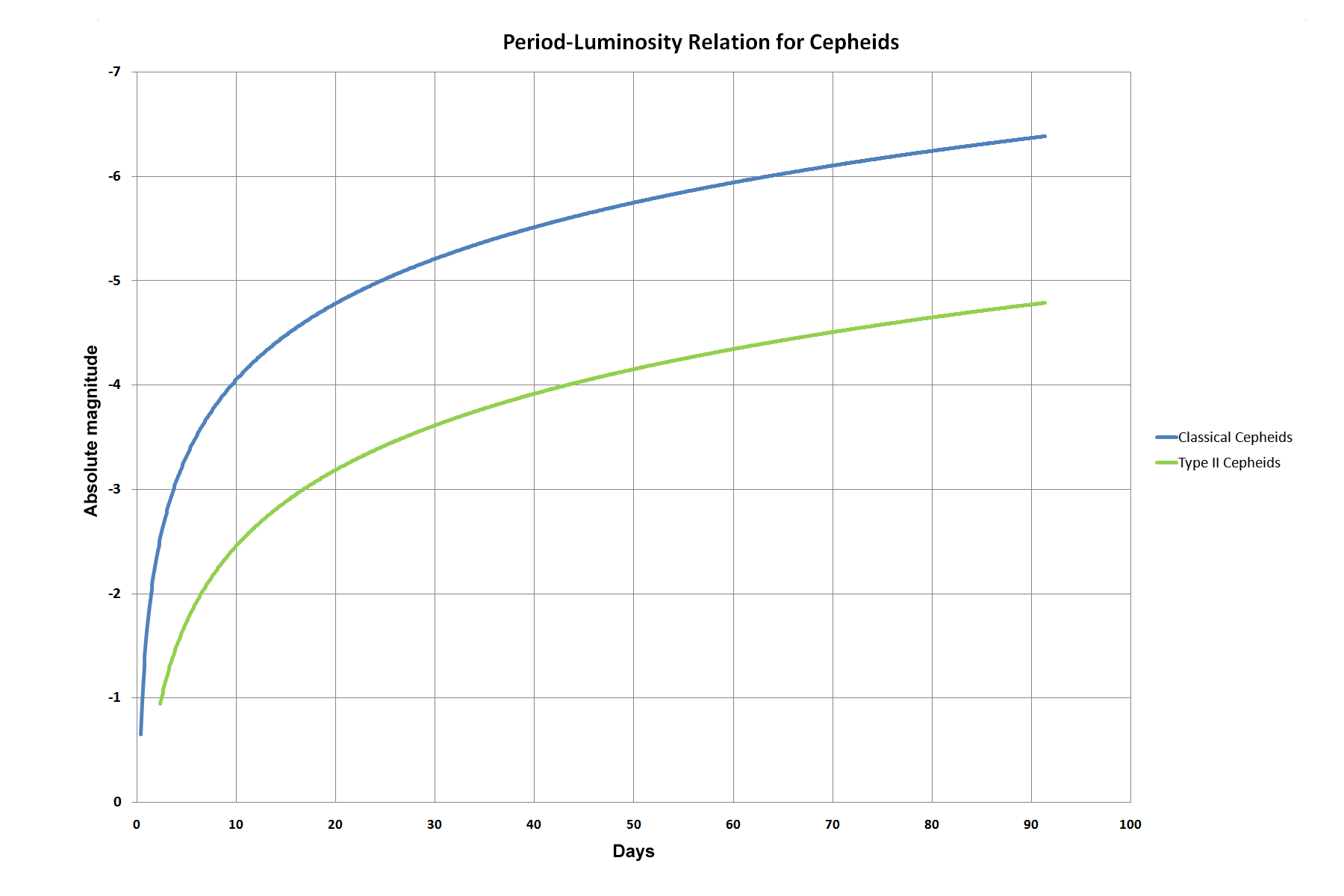
Las curvas de periodo-luminosidad de las clásicas y Cefeidas de tipo II

El 10 de septiembre de 1784, Edward Pigott detectó la variabilidad de Eta Aquilae, la primera representante conocida de la clase de variables cefeidas clásicas. La estrella epónima de las Cefeidas clásicas, Delta Cephei, fue descubierta como variable por John Goodricke unos meses más tarde. El número de variables similares creció hasta varias docenas a finales del siglo XIX, y se denominaron cefeidas. La mayoría de las Cefeidas se conocían por las formas distintivas de la curva de luz con el rápido aumento de brillo y una joroba, pero algunas con curvas de luz más simétricas se conocían como Gemínidas por el prototipo  ζ Geminorum.
En 1913, Ejnar Hertzsprung intentó encontrar distancias a 13 Cefeidas utilizando su movimiento a través del cielo. (Más tarde habría que revisar sus resultados. ) En 1918, Harlow Shapley utilizó las Cefeidas para establecer las primeras restricciones sobre el tamaño y la forma de la Vía Láctea y de la ubicación del Sol en ella. En 1924, Edwin Hubble estableció la distancia a las variables Cefeidas clásicas en la Galaxia de Andrómeda, hasta entonces conocida como la "Nebula de Andrómeda" y demostró que esas variables no eran miembros de la Vía Láctea. El hallazgo de Hubble zanjó la cuestión planteada en el "Gran Debate" de si la Vía Láctea representaba a todo el Universo o era simplemente una de las muchas galaxias del Universo.
En 1929, Hubble y Milton L. Humason formularon lo que ahora se conoce como Ley de Hubble combinando las distancias cefeidas a varias galaxias con las mediciones de Vesto Slipher de la velocidad a la que esas galaxias se alejan de nosotros. Descubrieron que el Universo se expande, confirmando las teorías de Georges Lemaître.

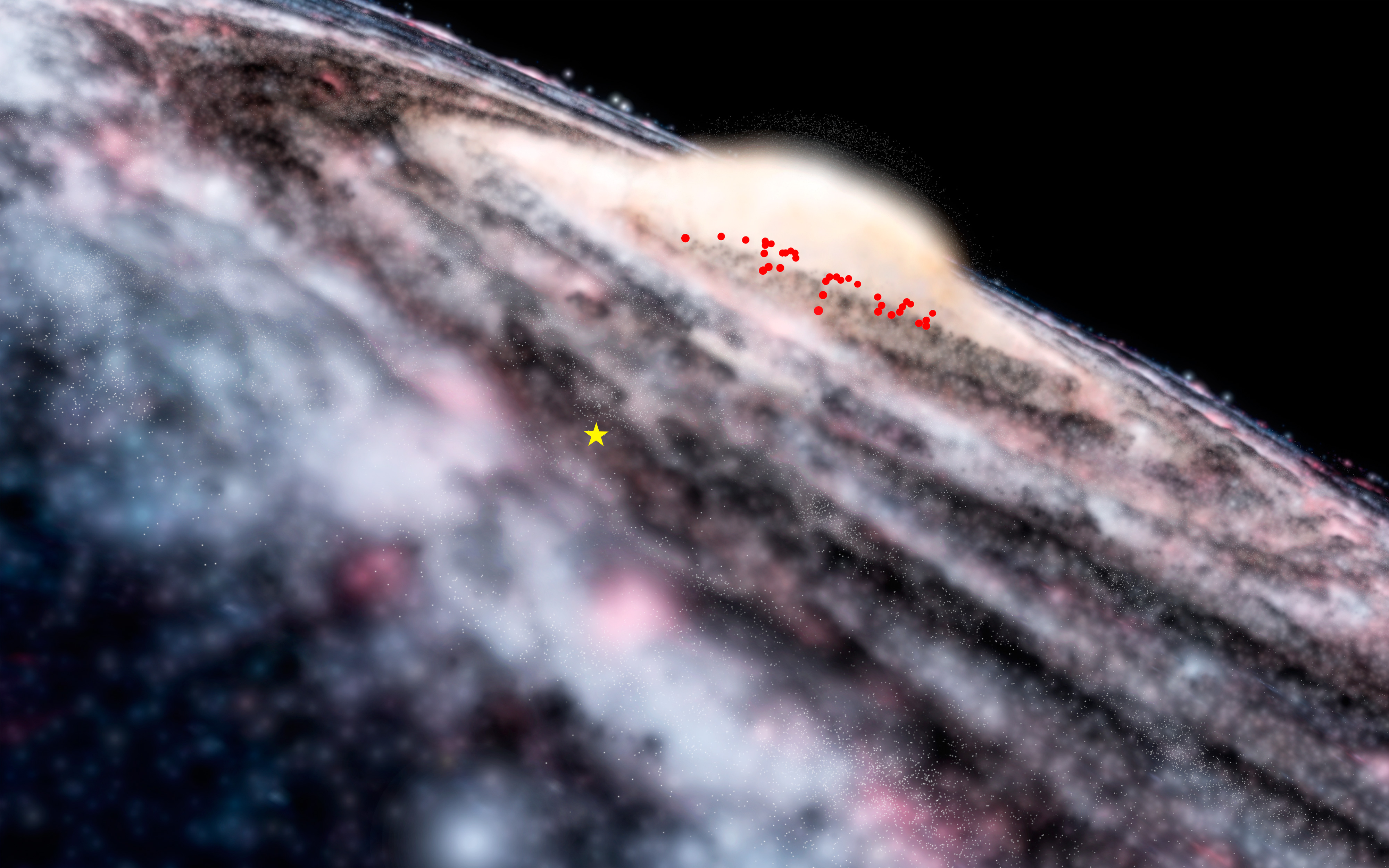
Ilustración de las variables cefeidas (puntos rojos) en el centro de la Vía Láctea

A mediados del siglo XX, se resolvieron importantes problemas con la escala de distancias astronómicas dividiendo las Cefeidas en distintas clases con propiedades muy diferentes. En la década de 1940, Walter Baade reconoció dos poblaciones separadas de Cefeidas (clásicas y de tipo II). Las Cefeidas clásicas son estrellas más jóvenes y masivas de la población I, mientras que las Cefeidas de tipo II son estrellas más viejas y débiles de la población II. Las Cefeidas clásicas y las de tipo II siguen relaciones periodo-luminosidad diferentes. La luminosidad de las cefeidas de tipo II es, de media, inferior a la de las cefeidas clásicas en aproximadamente 1,5 magnitudes (pero sigue siendo más brillante que la de las estrellas RR Lyrae). El descubrimiento seminal de Baade condujo a una duplicación de la distancia a M31, y de la escala de distancias extragalácticas. Las estrellas RR Lyrae, entonces conocidas como Variables de Cúmulo, fueron reconocidas bastante pronto como una clase separada de variable, debido en parte a sus cortos períodos.
Una relación entre el período y la luminosidad para las Cefeidas clásicas fue descubierta en 1908 por Henrietta Swan Leavitt en una investigación de miles de estrellas variables en las Nubes de Magallanes. Lo publicó en 1912 con más pruebas. Se descubrió que las variables cefeidas mostraban una variación de velocidad radial con el mismo periodo que la variación de luminosidad, e inicialmente esto se interpretó como una prueba de que estas estrellas formaban parte de un sistema binario. Sin embargo, en 1914, Harlow Shapley demostró que esta idea debía abandonarse. Dos años más tarde, Shapley y otros habían descubierto que las variables cefeidas cambiaban su tipo espectrals en el transcurso de un ciclo.

## Características
Las cefeidas presentan modulaciones periódicas de luminosidad extremadamente regulares y, de las variables pulsantes, son las que presentan menores irregularidades en la duración del período de pulsación. Actualmente, se han observado más de 400 cefeidas en nuestra galaxia, en cúmulos globulares como M3, M13 (tres) o M92 (sólo una), y otras 1000 se han identificado en las Nubes de Magallanes, dos galaxias muy próximas a la nuestra. Además, se han observado un número significativo de cefeidas en otras galaxias próximas (por ejemplo Andrómeda o M31, M101, etc). 
Las modulaciones de luminosidad que presenta durante todo el ciclo suelen estar comprendidas entre un mínimo de 0,35 y un máximo de 1,5 magnitudes, lo que corresponde a un incremento de cuatro veces el flujo de luz.
Una de las características principales que permite distinguirlas de otras estrellas variables es que la amplitud de la curva de luz varía según la banda del espectro visual en la que se observa. En especial, las modulaciones aparecen más acusadas en longitudes de onda inferiores, típicamente en azul y en el ultravioleta más que en el rojo. Por lo que respecta a los períodos de las cefeidas, están comprendidos entre 0,2 y 100 días, aunque los valores están distribuidos de diferente manera en nuestra galaxia que en las Nubes de Magallanes. En la mayoría de los casos, las curvas de luz de las cefeidas se caracterizan por un perfil más bien asímétrico, con un rápido ascenso hacia la luminosidad máxima y un descenso más lento hacia la mínima. 
La comparación entre las curvas de luz de diversas varíables cefeidas parece haber demostrado la existencia de una correlación sistemática entre la amplitud misma de la curva de luz y el valor del período de pulsación. Por otra parte, las cefeidas con un período más largo son también las que, genéricamente muestran variaciones de magnitud más sensibles.

## Mecanismos de pulsación
La luminosidad de una estrella depende de su temperatura superficial y de las dimensiones de la superficie emisora. Las variaciones periódicas de su temperatura, pueden producir las modulaciones de luminosidad observadas. En el caso de las cefeidas, las variaciones de temperatura pueden tener lugar a consecuencia de una serie de contracciones y expansiones radiales de la propia estrella en torno a un valor medio del radio. El período de pulsación de una cefeida sería proporcional al valor medio del radio que, a su vez, depende intrínsecamente de las características de la propia estrella. Según este modelo, la contracción de la estrella produce un aumento de temperatura en las regiones centrales y, por consiguiente, del número de reacciones nucleares, lo cual, a su vez, provoca un aumento global de la luminosidad. Luego, el aumento de energía liberada tiende a detener la contracción de la estrella y a producir una dilatación de las capas más externas. Después de la expansión, la estrella se enfría, con la consiguiente disminución de su luminosidad. Alcanzada cierta temperatura mínima, la expansión se detiene y el radio de la estrella se ajusta en torno a una posición de equilibrio. Así, pues, la variación de la luminosidad de una cefeida es inversamente proporcional a sus dimensiones, lo que significa que es máxima cuando el radio es mínimo, y viceversa.

## Cefeidas como indicadores de distancia
Existe una relación, llamada dependencia período-luminosidad, que vincula directamente la magnitud absoluta de una estrella cefeida, calculada en el máximo de su curva, con el valor de su período de pulsación. El aumento de la luminosidad de las cefeidas en función del período, tomado de la relación período-luminosidad, es compatible con la teoría de la pulsación estelar según la cual la luminosidad depende del radio y, a su vez, este último es proporcional al período. La consecuencia más importante de la relación período-luminosidad es que proporciona un método razonablemente seguro para evaluar la magnitud absoluta de una cefeida. Una vez conocida ésta, es posible conocer la distancia calculando la diferencia respecto a la magnitud aparente  Por este motivo, las cefeidas tienen también el importante papel de indicadores de distancia. Como tales, su importancia en astronomía para la medida de las distancias extragalácticas es enorme. Por ejemplo, identificar una cefeida en una galaxia distante y medir su período de pulsación permite conocer inmediatamente su distancia, y con ella, la de la galaxia misma. El descubrimiento de la utilidad de las cefeidas como indicadores de distancia se lo debemos a las observaciones de Henrietta Swan Leavitt, que trabajaba como voluntaria en el equipo del Observatorio del Harvard College, aunque sus superiores, Edward Pickering y Edwin Hubble, se llevaron inicialmente todo el mérito.

## Clasificación de las cefeidas
Las cefeidas pueden dividirse en dos subclases. A la primera pertenecen las llamadas cefeidas clásicas: son estrellas de población I, es decir, estrellas muy jóvenes, con una edad de 100 millones de años aproximadamente, localizadas con preferencia en los brazos espirales de nuestra galaxia. Las cefeidas clásicas son supergigantes, con una masa equivalente a varias masas solares, y, son de 500 a 30.000 veces más brillantes que nuestro Sol, a pesar de que su temperatura superficial es poco más elevada (10 000 K). Su tamaño es considerablemente mayor.
La segunda clase es la de las cefeidas de tipo W Virginis, así llamadas por el nombre de la estrella prototipo (W Virginis). Se trata de estrellas más viejas y que, por tanto, pertenecen a la población II. A diferencia de la cefeidas, se encuentran en el núcleo y en el halo de nuestra galaxia, especialmente en el interior de los cúmulos globulares. Las W Virginis tienen también períodos de pulsación más breves respecto a las cefeidas clásicas, generalmente inferiores a 18 días, e, intrínsecamente, son menos luminosas: aproximadamente un par de magnitudes menos. Existe un subtipo: el de las cefeidas de tipo BL Herculis, cuyos períodos de pulsación son menores de 10 días (ejemplos: V1, V2 y V6 en el cúmulo globular M13 o V7 en M92).

## Cefeidas clásicas más brillantes
En la siguiente tabla se recogen las cefeidas clásicas más brillantes ordenadas de acuerdo a su magnitud aparente máxima.
| Nombre        | Magnitud máxima | Magnitud mínima | Período (días) | Tipo espectral  |
| ------------- | --------------- | --------------- | -------------- | --------------- |
| β Doradus     | 3,46            | 4,08            | 9,8426         | F4-G4Ia-II      |
| η Aquilae     | 3,48            | 4,39            | 7,176641       | F6Ib-G4Ib       |
| δ Cephei      | 3,48            | 4,37            | 5,366341       | F5Ib-G1Ib       |
| ζ Geminorum   | 3,62            | 4,18            | 10,15073       | F7Ib-G3Ib       |
| X Sagittarii  | 4,2             | 4,9             | 7,01283        | F5-G2II         |
| W Sagittarii  | 4,29            | 5,14            | 7,59503        | F4-G2Ib         |
| RT Aurigae    | 5               | 5,82            | 3,728115       | F4Ib-G1Ib       |
| S Sagittae    | 5,24            | 6,04            | 8,382086       | F6Ib-G5Ib       |
| Y Sagittarii  | 5,25            | 6,24            | 5,77335        | F5-G0Ib-II      |
| T Vulpeculae  | 5,41            | 6,09            | 4,435462       | F5Ib-G0Ib       |
| T Monocerotis | 5,58            | 6,62            | 27,02465       | F7Iab-K1Iab+A0V |
| AX Circini    | 5,65            | 6,09            | 5,273268       | F2-G2II+B4      |
| U Carinae     | 5,72            | 7,02            | 38,7681        | F6-G7Iab        |
| X Cygni       | 5,85            | 6,91            | 16,38633       | F7Ib-G8Ib       |
| S Muscae      | 5,89            | 6,49            | 9,66007        | F6Ib-G0         |

Catálogo de estrellas variables Cefeidas: Variable Stars catalog website